# Fusió selectiva per làser

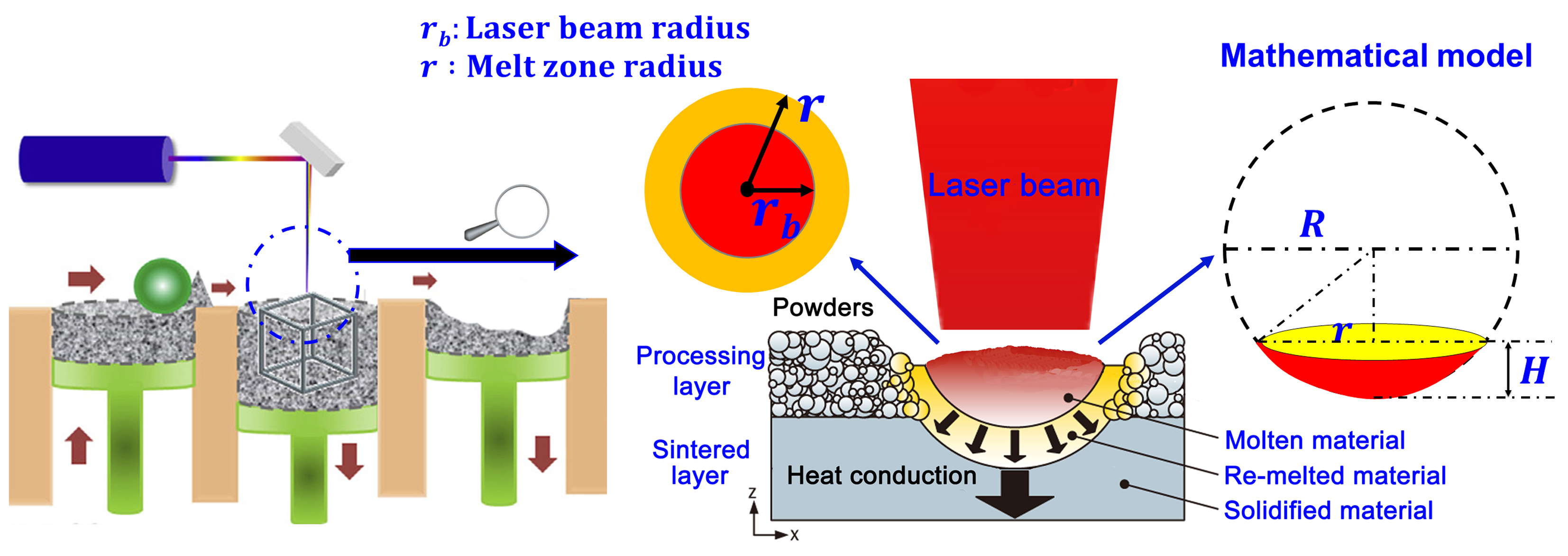
Esquema de la fusió selectiva per làser i la transferència de calor a la piscina fosa.

La fusió selectiva per làser (SLM) és un dels molts noms propietaris per a una tecnologia de fabricació additiva metàl·lica (AM) que utilitza un llit de pols amb una font de calor per crear peces metàl·liques. També conegut com a sinterització làser de metall directe (DMLS), el terme estàndard ASTM és fusió en llit de pols (PBF). PBF és una tècnica ràpida de prototipat, impressió 3D o fabricació additiva dissenyada per utilitzar un làser d'alta densitat de potència per fondre i fusionar pols metàl·liques.

## Història
Selectiu, que significa que la part és totalment densa. Aquest procés és en tots els punts molt similar a altres processos SLM i sovint es considera un procés SLM. Entre les empreses que fabriquen màquines amb tecnologia SLM trobem solucions SLM, propietària de la marca SLM, EOS, Renishaw, DMG Mori, Concept làser, TRUMPF, Sisma, 3D Systems, 3D4MEC.
Un procés similar és la fusió del feix d'electrons (EBM), que utilitza un feix d'electrons com a font d'energia.

## Procés
La fusió per làser selectiva és capaç de processar una varietat d'aliatges, permetent que els prototips siguin maquinari funcional fet del mateix material que els components de producció. Atès que els components es construeixen capa per capa, és possible dissenyar geometries de forma lliure complexes, característiques internes i passos interns desafiants que no es podrien produir mitjançant tècniques de fabricació convencionals com ara fosa o mecanitzat d'una altra manera. SLM produeix peces metàl·liques duradores totalment denses que funcionen bé tant com a prototips funcionals com a peces de producció d'ús final.

## Materials
Les màquines de fusió per làser selectiva (SLM) poden funcionar amb un espai de treball de fins a 1 m a X, Y i Z. Alguns dels materials que s'utilitzen en aquest procés poden incloure superaliatges basats en Ni, coure, alumini, acer inoxidable, acer per a eines, crom cobalt, titani i tungstè. SLM és especialment útil per produir peces de tungstè a causa de l'alt punt de fusió i la temperatura de transició dúctil-fràgil d'aquest metall. Perquè el material s'utilitzi en el procés ha d'existir en forma atomitzada (forma de pols). Aquestes pols són generalment prealiatges atomitzats amb gas, sent el procés més econòmic per obtenir pols esfèriques a escala industrial.

## Aplicacions
Els tipus d'aplicacions més adequades al procés de fusió per làser selectiu són geometries i estructures complexes amb parets primes i buits o canals ocults d'una banda o mides de lots baixes per l'altra. Es pot obtenir avantatges en produir formes híbrides on es poden produir geometries sòlides i parcialment formades o de gelosia per crear un únic objecte, com ara una tija de maluc o una copa acetabular o un altre implant ortopèdic on la geometria de la superfície millora l'osteointegració. Gran part del treball pioner amb tecnologies de fusió per làser selectiva es fa en peces lleugeres per a l'aeroespacial on les restriccions de fabricació tradicionals, com ara les eines i l'accés físic a les superfícies per a la mecanització, restringeixen el disseny dels components. SLM permet construir peces de manera additiva per formar-se a prop dels components de forma neta en lloc d'eliminar el material de rebuig.